# Weird!
Weird! é o segundo álbum de estúdio do cantor britânico Yungblud, lançado em 4 de dezembro de 2020, pela Locomotion e Interscope Records. Originalmente seria lançado em 13 de novembro de 2020, mais foi adiado devido à pandemia de COVID-19. É o primeiro álbum de Yungblud desde 21st Century Liability (2018). O álbum foi procedido por seis singles: "Weird!", "Strawberry Lipstick", "God Save Me, But Don't Drown Me Out", "Cotton Candy", "Mars" e "Acting Like That", e contém colaborações com Machine Gun Kelly, Travis Barker e Dan Reynolds.

## Antecedentes e desenvolvimento
Em 2 de dezembro de 2019, ele compartilhou nas redes sociais que estava a "dar uns dias" para trabalhar em seu segundo álbum. Em 3 de dezembro, Matt Schwartz postou fotos dele e de Harrison em seu Instagram, com a legenda afirmando que eles estavam trabalhando no segundo álbum de estúdio de Yungblud na Espanha. No dia seguinte, ele esclareceu que não estava dando um tempo, apenas dando um tempo para terminar o segundo álbum. Ele então brincou com um poema — que acabou por ser a letra de "Weird!" — chamado "A Weird Time of Life" em 9 de dezembro.
Durante todo o processo de produção do álbum, ele ocasionalmente tweetava pedaços de poemas que parecem ser letras de canções. Em maio de 2020, durante uma entrevista da NME, ele foi questionado sobre o álbum e disse-lhes: "O álbum está feito e vamos começar a implantá-lo. [Weird!] é o primeiro movimento de xadrez daquela época. Há muita diversidade no álbum – é como um episódio de Skins em um álbum. Desde o início dos tempos, os humanos têm sido tão complexos e como 15 personalidades diferentes ao mesmo tempo – mas somos a primeira geração a aceitá-lo e sabemos que está tudo bem ser quem você é".
Em 6 de julho de 2019 — o aniversário de dois anos do lançamento de 21st Century Liability —, os fãs exploraram suas respectivas cidades e encontraram um cartaz indicando uma nova era. Os pôsteres retratavam Dom no verdadeiro estilo punk dos anos 70; roupa e penteado sábio. As palavras "Suck On My Strawberry Lipstick" foram escritas em rosa em letras maiúsculas. Os cartazes podem ser encontrados em lugares como Irlanda, Syndey (Austrália), França, Chile, Inglaterra (Londres, Burham, Camden), Brasil, Estados Unidos (Pittsburgh, Flórida, Dallas), Itália, Polska, República Tcheca (Pilsen), etc. O próprio Dom não havia anunciado ou falado sobre a existência dos cartazes antes, então os fãs ficaram surpresos e confusos sobre eles. Horas depois, Dom usou seu Instagram para compartilhar um vídeo pré-gravado dele queimando a camisa de força da capa do álbum 21st Century Liability. No vídeo, ele estava vestido com um estilo semelhante ao do cartaz vestindo a bandeira britânica para substituir o traje; mantendo o penteado. Algumas horas depois, ele começou a compartilhar suas menções de pessoas encontrando os cartazes de sua história.

## Lista de faixas
| Weird! – Edição Padrão |                                                     |                                                                   |                                   |         |  |
| N.º                    | Título                                              | Compositor(es)                                                    | Produtor(es)                      | Duração |  |
| 1.                     | "Teresa"                                            | Dominic Harrison Zakk Cervini Christopher Greatti Omer Fedi       | Yungblud Cervini Greatti          | 3:24    |  |
| 2.                     | "Cotton Candy"                                      | Harrison Julia Michaels Justin Tranter Greatti Fedi               | Yungblud Cervini Greatti Fedi     | 2:47    |  |
| 3.                     | "Strawberry Lipstick"                               | Harrison Joshua McClorey Cervini Greatti                          | Yungblud Cervini Greatti          | 2:43    |  |
| 4.                     | "Mars"                                              | Harrison Matt Schwartz                                            | Cervini Greatti Fedi Mike Crossey | 3:01    |  |
| 5.                     | "Superdeadfriends"                                  | Harrison Cervini Greatti                                          | Yungblud Cervini Greatti          | 2:20    |  |
| 6.                     | "Love Song"                                         | Harrison Ben Jackson Tranter Greatti Michael Crossey              | Yungblud Cervini Greatti          | 4:00    |  |
| 7.                     | "God Save Me, But Don't Drown Me Out"               | Harrison Cervini Greatti                                          | Yungblud Cervini Greatti          | 3:37    |  |
| 8.                     | "Ice Cream Man"                                     | Harrison Schwartz                                                 | Yungblud Cervini Greatti Schwartz | 3:12    |  |
| 9.                     | "Weird!"                                            | Harrison Schwartz                                                 | Yungblud Cervini Greatti Schwartz | 3:03    |  |
| 10.                    | "Charity"                                           | Harrison Cervini Greatti                                          | Yungblud Cervini Greatti          | 3:39    |  |
| 11.                    | "Acting Like That" (com part. de Machine Gun Kelly) | Harrison Cervini Greatti Nicholas Long Colson Baker Travis Barker | Barker                            | 3:11    |  |
| 12.                    | "It's Quiet in Beverly Hills"                       | Harrison Schwartz                                                 | Yungblud Cervini Greatti Schwartz | 2:36    |  |
| 13.                    | "The Freak Show"                                    | Harrison Cervini Greatti Schwartz                                 | Yungblud Cervini Greatti          | 4:27    |  |
| Duração total:         | Duração total:                                      | Duração total:                                                    | Duração total:                    | 42:07   |  |